# Xã Riley, Quận Sandusky, Ohio
Xã Riley (tiếng Anh: Riley Township) là một xã thuộc quận Sandusky, tiểu bang Ohio, Hoa Kỳ. Năm 2010, dân số của xã này là 1.226 người.